# La Cumbre, Colombia
La Cumbre är en ort i Colombia.   Den ligger i departementet Valle del Cauca, i den centrala delen av landet, 240 km väster om huvudstaden Bogotá. La Cumbre ligger 3 342 meter över havet och antalet invånare är 2 432.
Terrängen runt La Cumbre är huvudsakligen bergig, men österut är den kuperad. Runt La Cumbre är det ganska glesbefolkat, med 23 invånare per kvadratkilometer. Det finns inga andra samhällen i närheten. Trakten runt La Cumbre består i huvudsak av gräsmarker.